# Andrew Sullivan (cestista)
Andrew Derek Sullivan (Londra, 12 febbraio 1980) è un ex cestista britannico, professionista in Russia.

## Carriera
Con la Gran Bretagna ha disputato i Giochi olimpici di Londra 2012 e tre edizioni dei Campionati europei (2009, 2011, 2013).